# Tribunal constitucional

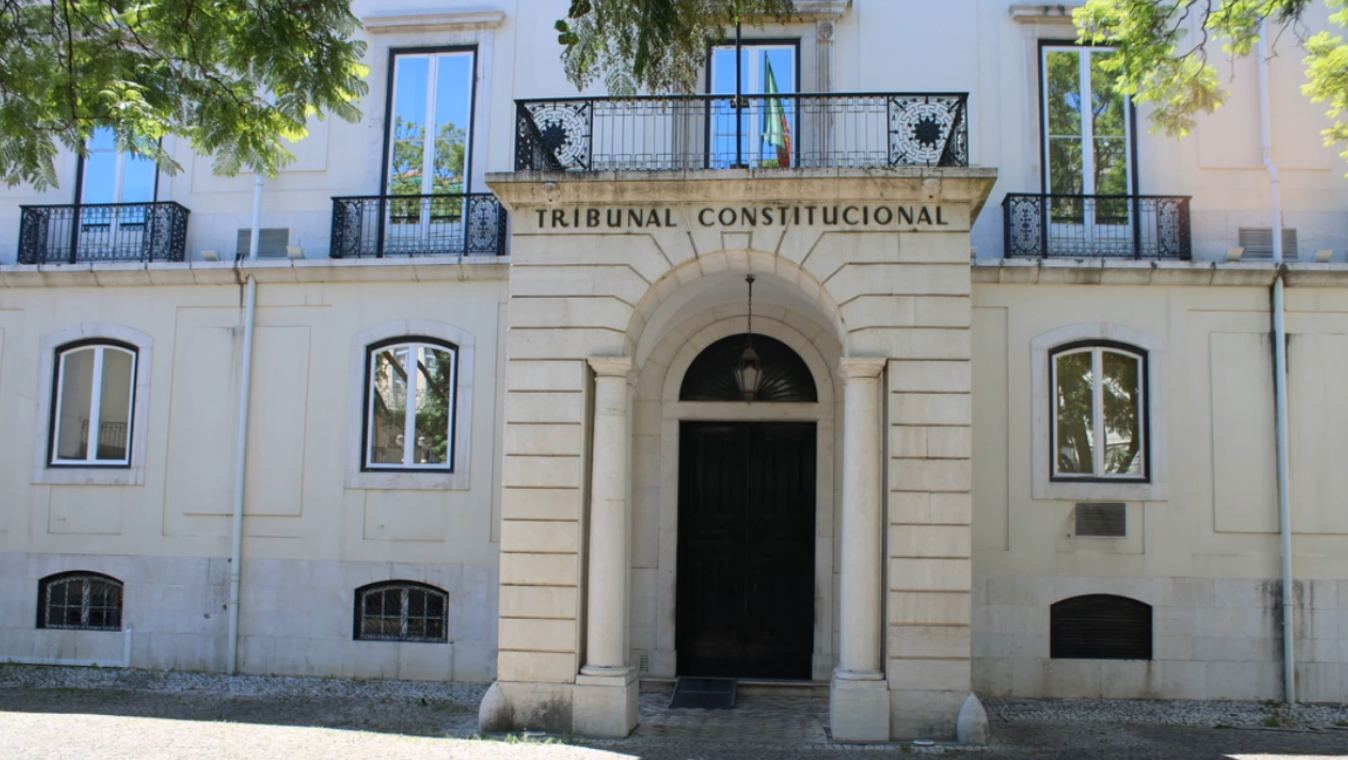
O Palácio Ratton, sede do Tribunal Constitucional de Portugal

Um tribunal ou corte constitucional é o órgão judiciário ou não, cuja principal função é zelar pela correta interpretação e aplicação da Constituição, ou seja, julgar se determinado tema é constitucional ou inconstitucional. 
De acordo com o modelo de Hans Kelsen, o tribunal constitucional atuaria como um "legislador negativo", pois não tem a faculdade de criar leis, mas no caso de que entenda que uma das promulgadas vulnera o disposto na Constituição, tem o poder para retirá-la do ordenamento jurídico, revogando-a total ou parcialmente. 